# Therese Rosenbaum
Therese Rosenbaum (originalment Maria Theresia Josepha Gassmann: 1 d'abril de 1774 - 8 de setembre de 1837) va ser una soprano operística austríaca. El seu paper més famós va ser la de la reina de la nit a La flauta màgica de Mozart.

## Biografia
Va néixer a Viena l'any 1774, filla del compositor Florian Leopold Gassmann. La seva germana Anna (1771–1858) també es va convertir en soprano d'òpera. Teresa va estudiar cant amb Antonio Salieri, i des de 1790 es va dedicar al Theater am Kärntnertor, el teatre de l'Òpera de la Cort de Viena.
Va aparèixer el 1801 a la primera producció al Theater am Kärntnertor de La flauta màgica de Wolfgang Amadeus Mozart, com la reina de la nit. Aquest va ser el seu paper més famós, ja que es considerava que s'adaptava a la seva veu de coloratura, que vol dir que podia executar notes ràpides de vegades de forma melismàtica. Va tornar a aparèixer en el paper de 1812 a 1814. Entre altres papers, també va fer d'Elisetta a El matrimoni secret de Cimarosa, la comtessa a Les noces de Fígaro de Mozart i Donna Elvira a Don Giovanni de Mozart.
El 1800 es va casar amb Joseph Carl Rosenbaum, secretari de Nikolaus II, el príncep Esterházy. Ella i Rosenbaum eren amics de Joseph Haydn, i ella va cantar a les estrenes de la seva música eclesiàstica, en particular la versió coral de Les set últimes paraules de Crist.
Therese Rosembaum es va retirar de l'Òpera de la Cort de Viena el 1824. Va morir a Viena el 1837.